# 昂特勒绍
昂特勒绍（法語：Entrechaux，法語發音：[ɑ̃tʁəʃo]）是法国普罗旺斯-阿尔卑斯-蓝色海岸大区沃克吕兹省的一个市镇，属于卡庞特拉区。

## 地理
昂特勒绍（44°13'4"N, 5°8'17"E）面积14.91 平方千米，位于法国普罗旺斯-阿尔卑斯-蓝色海岸大区沃克吕兹省，该省份为法国东南部内陆省份，北起德龙省，西北接阿尔代什省，西接加尔省，南至罗讷河口省，东南角与瓦尔省接壤，东临上普罗旺斯阿尔卑斯省。
与昂特勒绍接壤的市镇（或旧市镇、城区）包括：乌韦兹河畔莫朗、克雷斯泰、福孔、马洛塞讷、圣马塞兰莱韦松、维耶努瓦地区圣罗曼。

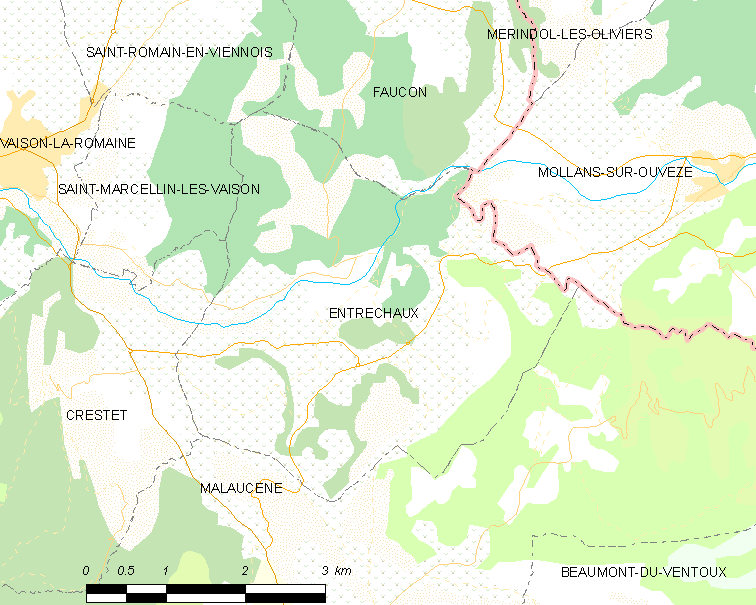
昂特勒绍的OSM定位图

昂特勒绍的时区为UTC+01:00、UTC+02:00（夏令时）。

## 行政
昂特勒绍的邮政编码为84340，INSEE市镇编码为84044。

## 政治
昂特勒绍所属的省级选区为韦松拉罗迈讷县。

## 人口

1962-2008年间昂特勒绍人口变化图示

昂特勒绍于2022年1月1日时的人口数量为1164人。